# Deutsche Leichtathletik-Hallenmeisterschaften 2026
Die 73. Deutschen Leichtathletik-Hallenmeisterschaften werden voraussichtlich vom 27. Februar bis zum 1. März 2026 ausgetragen.
Die Bewerbungsfrist endet am 1. Mai 2025. Der DLV entscheidet voraussichtlich im Juli 2025 über die Vergabe der Meisterschaften.